# 帕什考伊·拉斯洛
帕什考伊·拉斯洛（匈牙利語：Paskai László；1927年5月8日—2015年8月17日）是匈牙利籍天主教司鐸級樞機、方濟各會會士及埃斯泰尔戈姆-布達佩斯總教區總主教。

## 生平
帕什考伊於1927年5月8日在匈牙利王國東南部瓊格拉德州首府塞格德的一個猶太家庭出生。他於1951年3月3日以23歲之齡加入方濟各會及晉鐸。
他於1978年4月5日晉牧，並獲教宗保祿六世任命為維斯普雷姆教區宗座署理，領巴瓦加利亞納領銜教區主教銜。他於1987年3月3日升任埃斯泰尔戈姆-布達佩斯總教區總主教。
教宗若望·保祿二世於1988年6月29日將他擢升為司鐸級樞機。他於2009年7月22日榮休，並由埃爾德·伯多祿接替成為埃斯泰尔戈姆-布達佩斯總教區總主教。榮休後，他住在埃斯泰爾戈姆聖殿附近。他曾參與2005年教宗選舉秘密會議，當時選出的是教宗本篤十六世。
2015年8月17日，帕什考伊在埃斯泰爾戈姆去世。

## 牧徽

帕什考伊·拉斯洛樞機牧徽